# Kilpola
Kilpola (Russisch: Кильпола, Fins: Kilpolansaari) is een eiland behorend tot de scherenkust van het noordwestelijke deel van het Ladogameer in de deelrepubliek Karelië in Rusland. Het eiland is ongeveer acht kilometer lang en zes kilometer breed. Kilpola is verbonden met het vasteland via een brug en bestaat uit heuvels van graniet, deze heuvels liggen op maximaal zestig meter boven zeeniveau en vijfenvijftig meter boven het niveau van het meer. Het eiland is begroeid met bossen bestaand uit grove den, ook liggen er een aantal meren op het eiland.